# Amphioplus stewartensis
Amphioplus stewartensis är en ormstjärneart som först beskrevs av Ole Theodor Jensen Mortensen 1924.  Amphioplus stewartensis ingår i släktet Amphioplus och familjen trådormstjärnor. Inga underarter finns listade i Catalogue of Life.